# عقد لمفية تحت الذقن
العُقَدُ اللِّمْفِيَّةُ تَحْتَ الذَّقْنِ تقع بين الاجزاء الامامية للعضلة ذات البطنين.
يتم التصريف من الجزء الأوسط من الشفة السفلى، قاع الفم وقمة اللسان. بينما يتم التصريف بشكل جزئي إلى العُقَدُ اللِّمْفِيَّةُ تَحْتَ الفَكِّ السُّفْلِيّ والعُقَدُ اللِّمْفِيَّةُ الرَّقَبِيَّةُ العَميقَة والتي تقع على الوريد الوداجي الباطن على مستوى الغضروف الحلقي.